# Lize
Lize (kinesiska: 里则镇, 里则) är en köping i Kina. Den ligger i provinsen Shandong, i den östra delen av landet, omkring 110 kilometer nordost om provinshuvudstaden Jinan.
Genomsnittlig årsnederbörd är 743 millimeter. Den regnigaste månaden är juli, med i genomsnitt 291 mm nederbörd, och den torraste är mars, med 6 mm nederbörd.